# Muzeum Modernizmu i Sztuki Nowoczesnej w Strasburgu

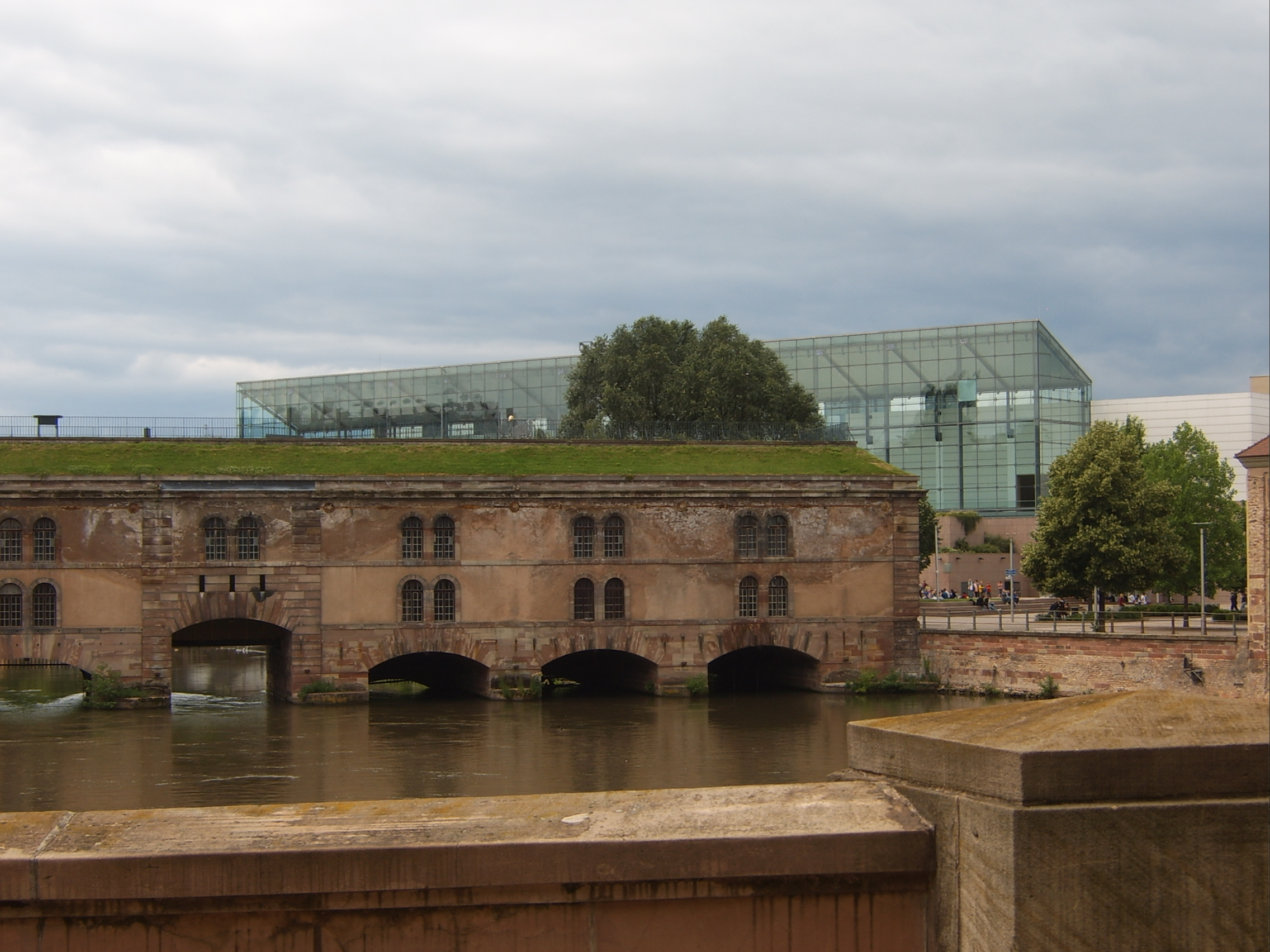
Zapora Wodna na terenie muzeum

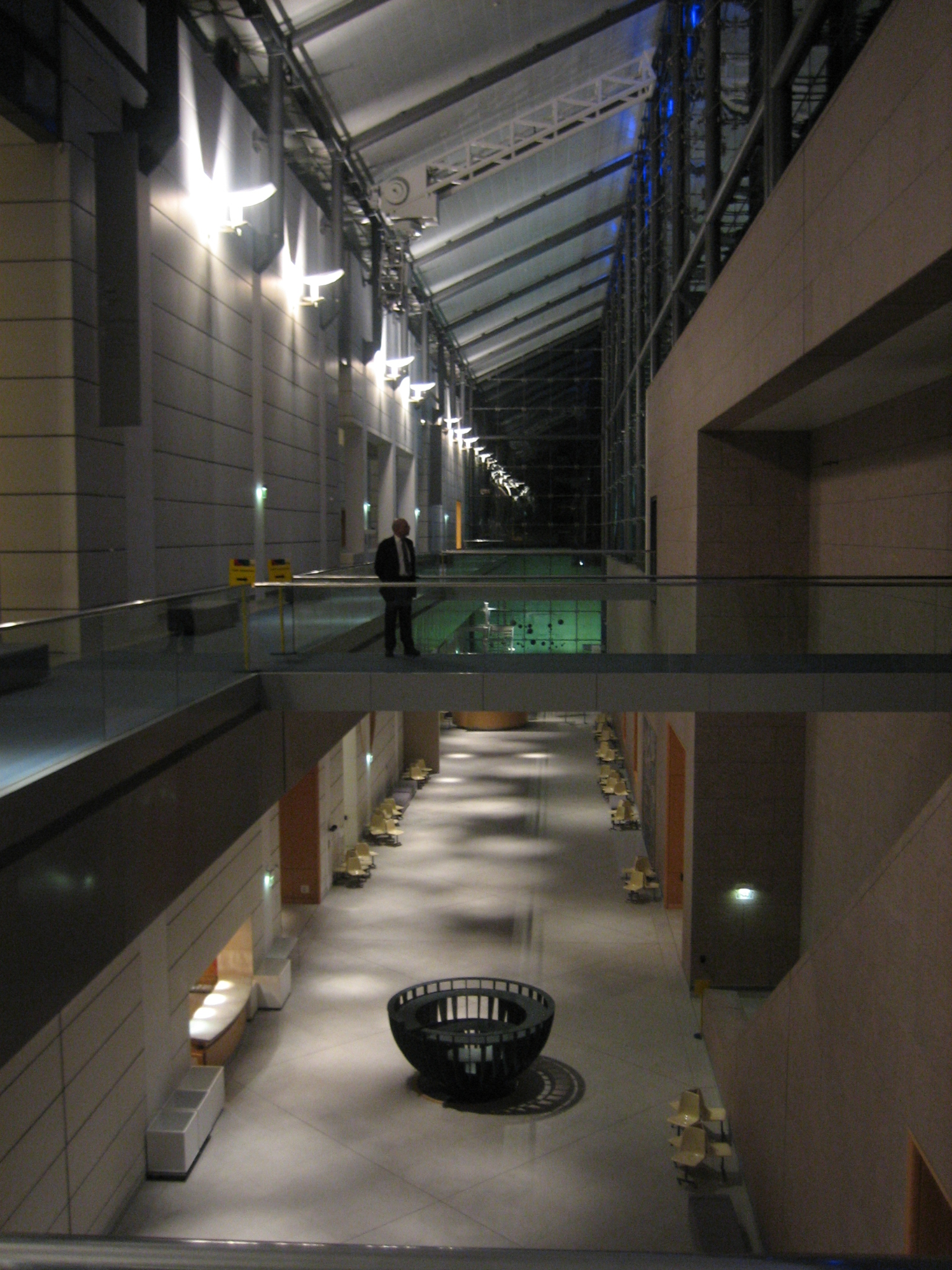
Widok wnętrza muzeum w nocy

Muzeum modernizmu i sztuki nowoczesnej (MAMCS – Musee dArt Moderne et Contemporain de Strasbourg) – muzeum sztuki w Strasburgu, we Francji, założone w 1973 roku, a otwarte we własnym budynku w listopadzie 1998 roku.
Jest to jedno z największych tego rodzaju muzeów we Francji. Znajduje się tu bogata kolekcja dzieł malarstwa, rzeźby, grafiki, multimediów i projektowania od roku 1870 (impresjonizm) do dziś, a także bogate zbiory w bibliotece fotograficznej – gromadzi w sumie około 18 000 prac. Przez cały rok odbywają się liczne wystawy prezentujące dzieła danego artysty lub retrospektywę gatunku sztuki. W tym samym kompleksie budynków znajdują się również: Biblioteka Sztuki muzeum miejskiego (Bibliothèque d’art des musées municipaux), sklep z książkami o sztuce i wielofunkcyjna sala do prowadzenia konferencji, filmów i koncertów. Przestronny taras na dachu zajmuje kawiarnia muzealna.

## Budynek
Miejska kolekcja sztuki współczesnej Strasburga stale rośnie i jest wzbogacona od 1871 roku, od czasów Reichslander w Alzacji-Lotaryngii. Budowę niezależnego muzeum zaplanowano w 1960 roku.
Budynek został wzniesiony na lewym brzegu rzeki Ill (lewy dopływ Renu) w latach 1995–1998. Został on opracowany przez paryskiego architekta Adriena Fainsilbera, który wcześniej zaprojektował Cité des Sciences et de l'Industrie w Paryżu. Wystawy i powierzchnia użytkowa wychodzą na obie strony przeszklonego przejścia, które ma rozmiary porównywalne z katedrą, z wewnętrzną długością 104 m i wewnętrzną wysokością 22 metry. Na dachu muzeum znajduje się czterometrowa rzeźba konia (Hоrtus conclusus) włoskiego malarza Mimmo Paladino. Budynek znajduje się na obrzeżach starego miasta (mała Francja), przed administracyjnym centrum departamentu (École nationale d’administration) i w pobliżu barokowego mostu Barrage Vauban oraz średniowiecznego mostu wieżowego Ponts couverts. Przy muzeum znajduje się przystanek strasburskich tramwajów („muzeum sztuki nowoczesnej”, linie B i C).

## Kolekcje
Według stanu na 1 stycznia 2016 r. muzeum gromadzi 403 dzieła Gustave’a Doré, 72 prace Hansa Arpa, 37 prac Victora Braunera, 37 prac Sophie Taeuber-Arp, 10 prac César Domel, 7 – Theo van Doesburga oraz po kilka prac takich autorów, jak Max Klinger, Käthe Kollwitz, Max Ernst, Wassily Kandinsky.
W zbiorach obecne są także dzieła nieco mniej znanych artystów, jak Lou Albert-Lasard (2,004 prac), Marcelle Cahn (345 prac), Lothar von Seebach (320 prac), Jean-Désiré Ringel d'Illzach (245 prac). Mocny akcent położony jest na kolekcję prac niemieckich artystów nowoczesnych, takich jak Markus Lüpertz, Eugen Schönebeck, Georg Baselitz, Jörg Immendorff, A.R. Penck, Albert Oehlen, Daniel Richter, Jonathan Meese, Thomas Scheibitz, Wolf Vostell. Tak obszerne zbiory prac artystów tego gatunku sztuki są rzadko spotykane we Francji, zwłaszcza na taką skalę.
Muzeum modernizmu i sztuki nowoczesnej w Strasburgu posiada również pierwsze obrazy w stylu kubizmu – „Still Life” (1911) Georges’a Braque’a, który to obraz kupiono do kolekcji publicznej w 1923 roku, a także pierwszy obraz Dantego Gabriela Rossettiego „Joanna d’ Arc całuje miecz wyzwolenia” (1863), nabyty do publicznej kolekcji i zakupiony w 1996 roku (obecnie prezentowany w Muzeum Sztuk Pięknych).
Kolejnymi pracami artystów, wystawianymi w muzeum są:

- Camille Pissarro
- Claude Monet
- Auguste Rodin
- Max Liebermann
- Edward Burne-Jones
- Auguste Rodin
- Francis Picabia
- Pablo Picasso
- Alexander Archipenko
- Wassily Kandinsky
- Ossip Zadkine
- Paul Klee
- Max Ernst
- Theo van Doesburg
- Sophie Taeuber-Arp
- Marcelle Cahn
- Auguste Herbin
- Alberto Magnelli
- Jean Hélion
- Asger Jorn
- Arman
- Gilles Aillaud
- Malcolm Morley

Kolekcja alzackich artystów, ważna z punktu widzenia wielkości zbiorów oraz wartości regionalnej, zawiera prace twórców takich jak Charles Spindler, René Beeh, Jean-Désiré Ringel d'Illzach, Henri Beecke, Luc Hueber, Martin Hubrecht oraz Camille Claus, reprezentujących takie gatunki, jak Art nouveau, ekspresjonizm i Nowy realizm, 
Biblioteka fotograficzna w muzeum liczy kilka tysięcy zdjęć, od początków istnienia fotografii aż do dziś, w tym prace takich twórców, jak Nadar, Eugène Atget, Eadweard Muybridge, Étienne-Jules Marey, August Sander, Willy Maywald, Josef Sudek, Robert Mapplethorpe, Duane Michals oraz Jan Saudek. Reprezentowane są także zbiory fotografii regionalnej.
Kolekcja filmów artystycznych zawiera dzieła takich twórców, jak Bill Viola, Nam June Paik, Woody Vasulka, Olaf Breuning i wiele innych.

### Galeria

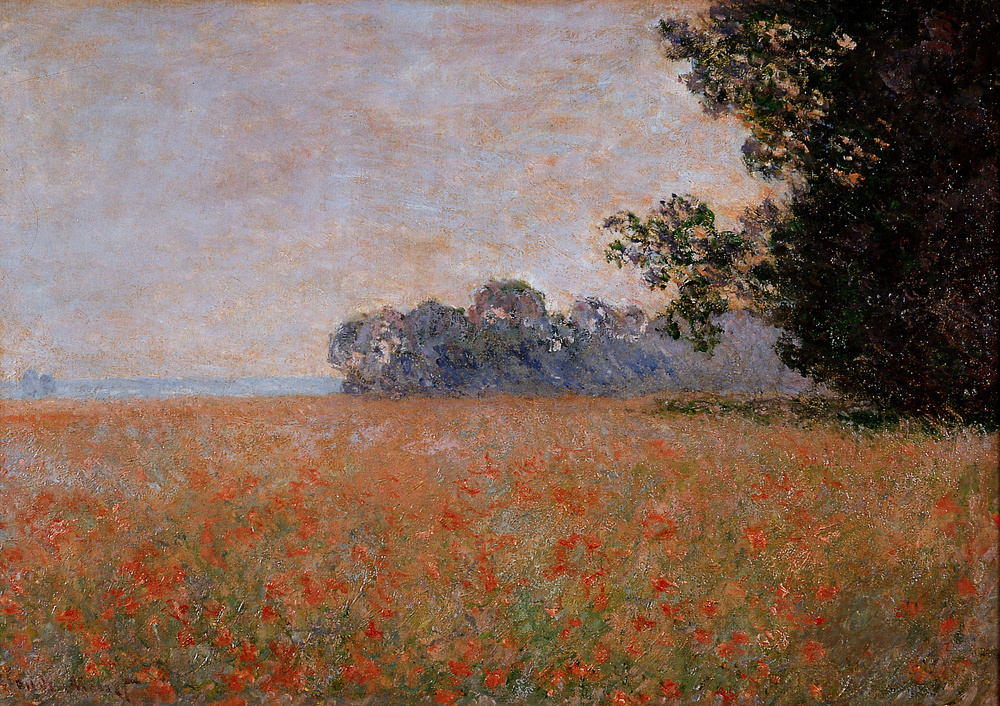
Claude Monet, Champ d’avoine aux coquelicots
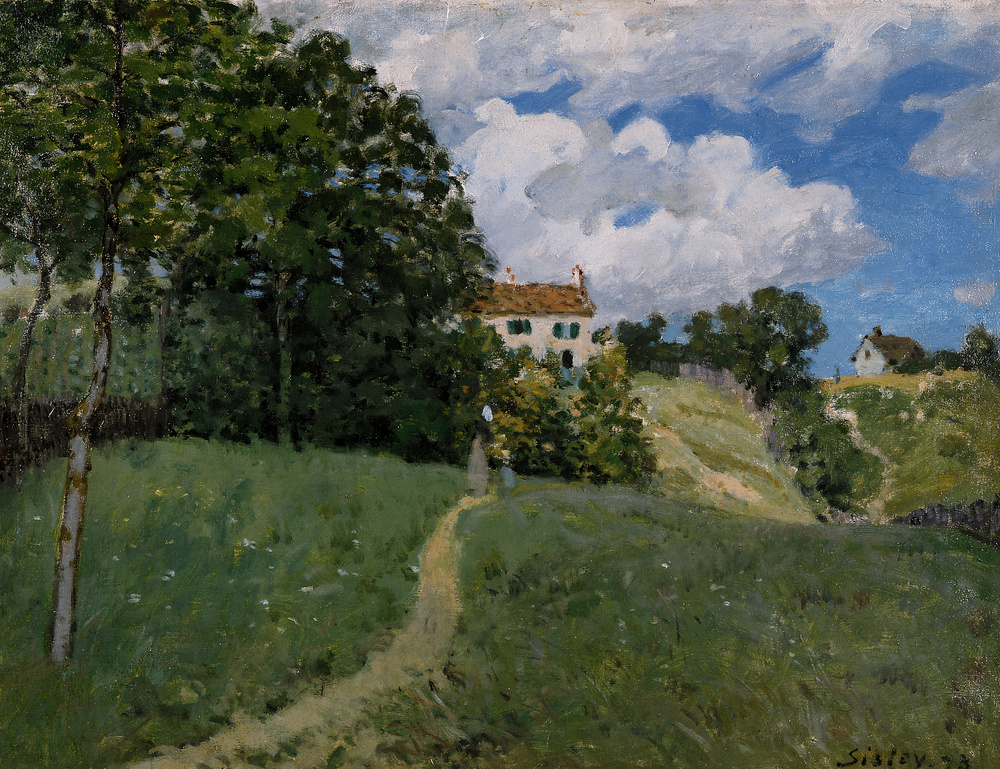
Alfred Sisley, Paysage avec maisons
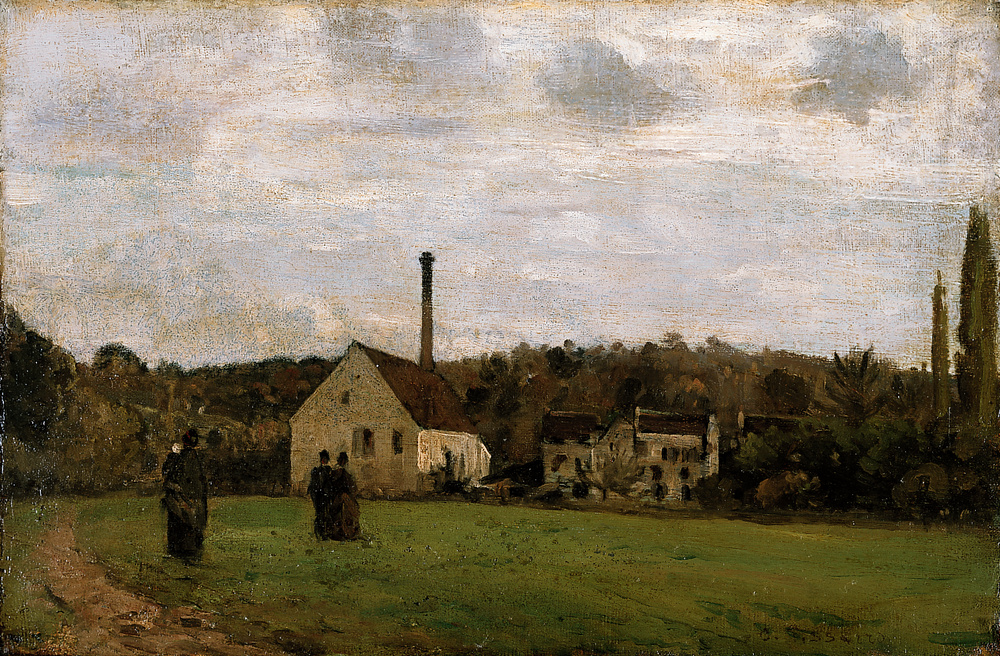
Camille Pissarro, La petite fabrique
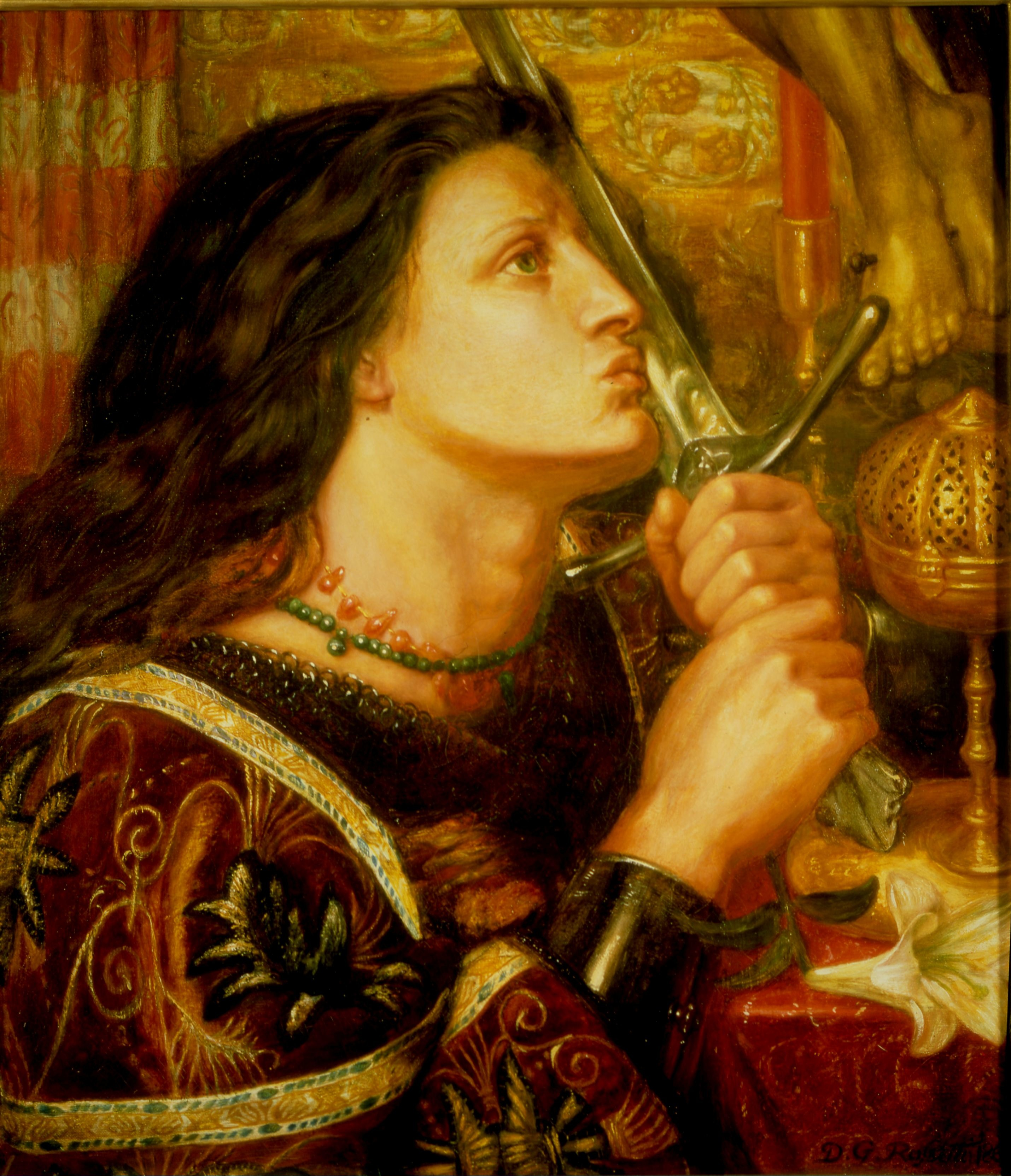
Dante Gabriel Rossetti, „Joanna d’Arc całuje Krzyż Wyzwolenia”
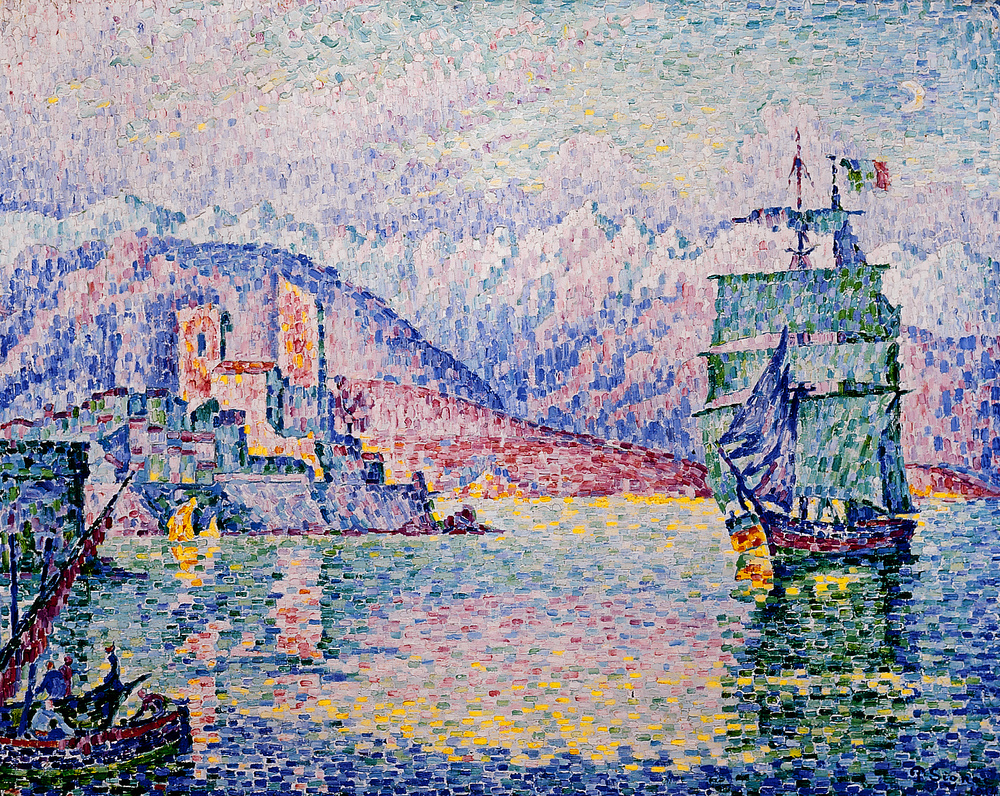
Paul Signac, Antibes, le soir
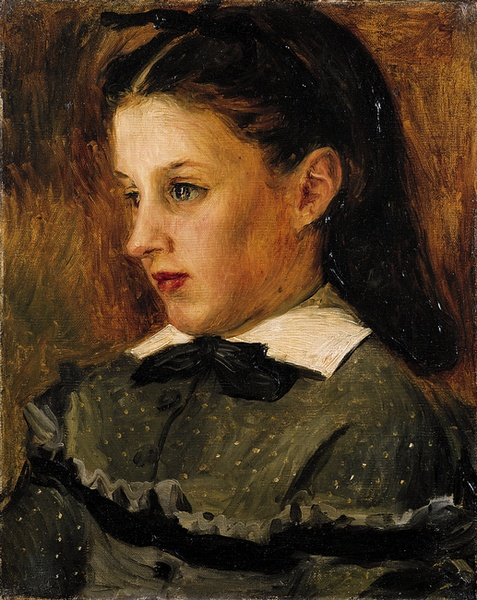
Pierre-Auguste Renoir, Portrait de Marie Le Cœur
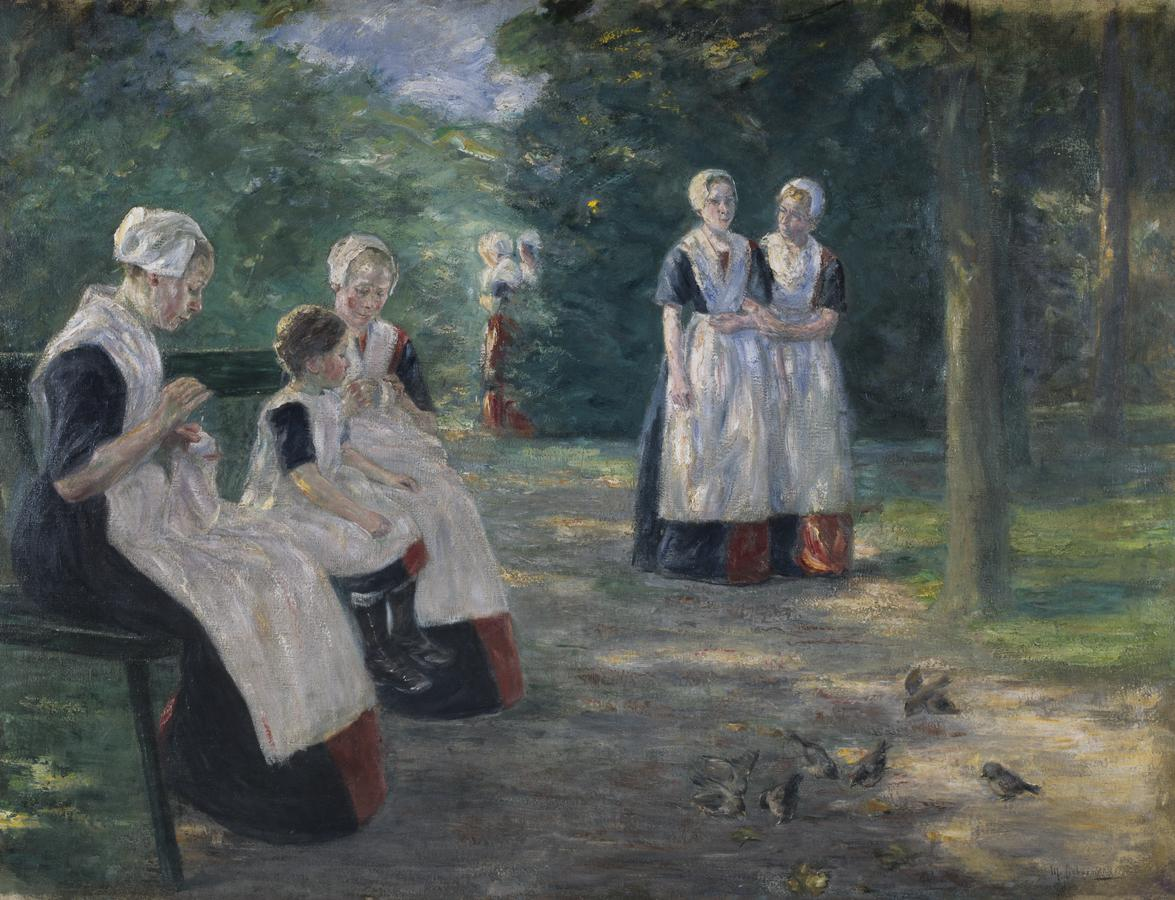
Max Liebermann, Garten des städtischen Waisenhauses zu Amsterdam
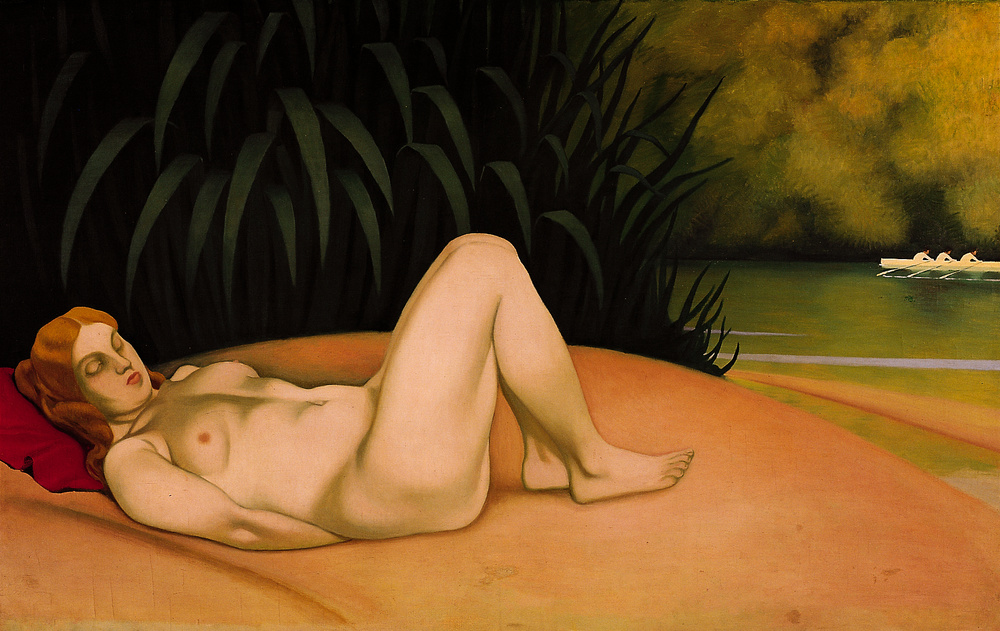
Félix Vallotton, Femme nue dormant au bord de l’eau
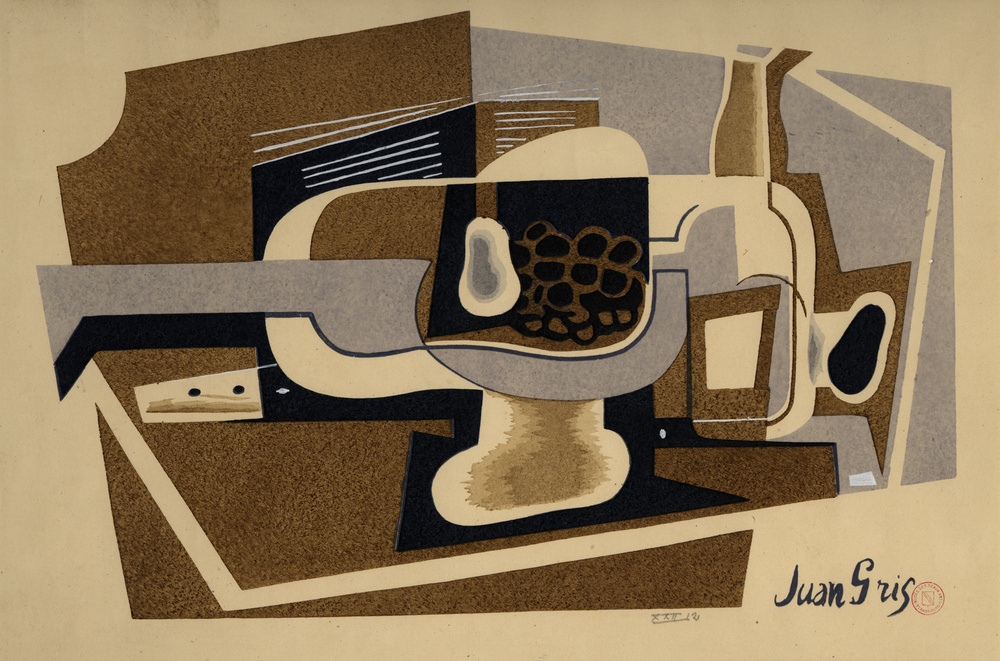
Juan Gris, Martwa natura
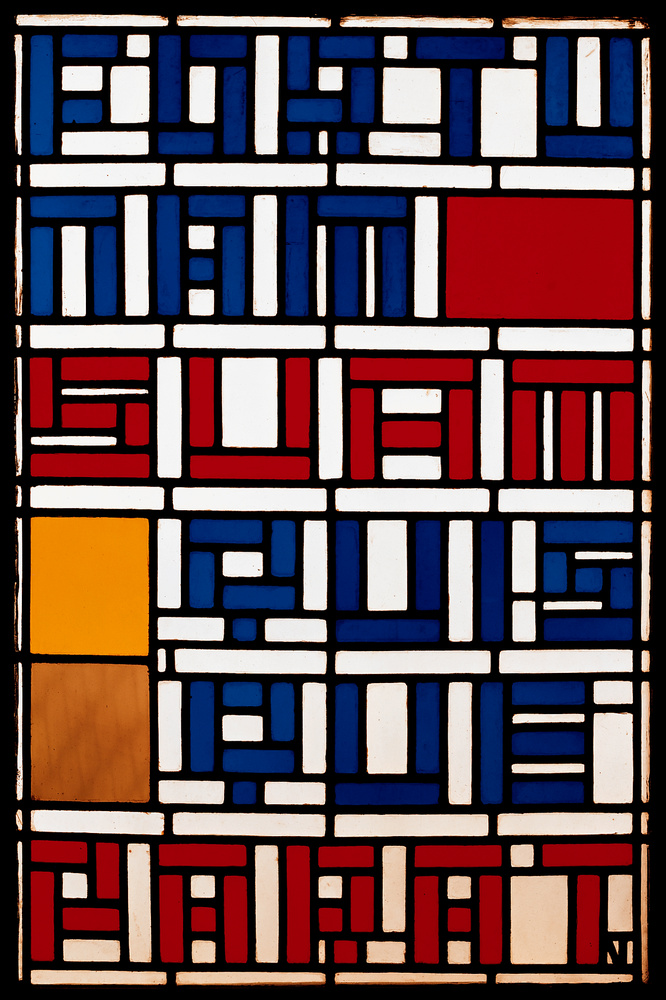
Theo van Doesburg, Fortunam suam quisque parat
Paul Klee, Der Mensch ist der Mund des Herrn
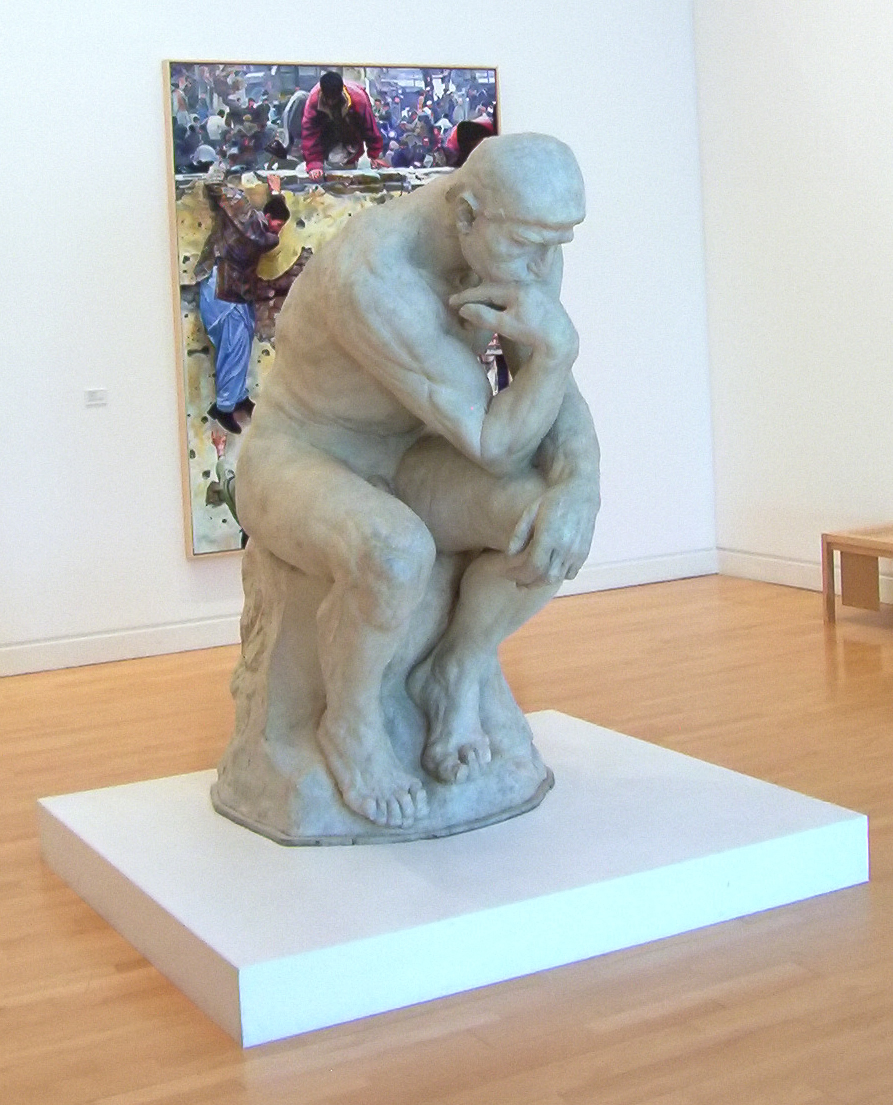
Auguste Rodin, Pijak (z tyłu: Malcolm Morley, Wall Jumpers)